# When the Game Stands Tall
When the Game Stands Tall (Un equipo legendario en España) es una película de deportes del 2014. La película es protagonizada por Jim Caviezel como el Entrenador Bob Ladouceur, Laura Dern como Bev Ladouceur, Michael Chiklis como el asistente del entrenador Terry Eidson y Alexander Ludwig como Chris Ryan. La película es una adaptación de la novela del 2003 del mismo nombre por Neil Hayes, publicada por North Atlantic Books. La filmación comenzó el 22 de abril de 2013 y duró hasta el 15 de junio de 2013. Fue estrenada el 22 de agosto de 2014.

## Elenco
- Jim Caviezel como el entrenador Bob Ladouceur.
- Laura Dern como Bev Ladouceur.
- Michael Chiklis como Terry Eidson.
- Alexander Ludwig como Chris Ryan.
- Gavin Casalegno como Michael Ladouceur.
- Clancy Brown como Mickey Ryan.
- Ser'Darius Blain como Cam Colvin.
- Stephan James como Terrance G. "T.K." Kelly
- Matthew Daddario como Danny Ladouceur.
- Joe Massingill como Joe Beaser.
- Jessie Usher como Tayshon Lanear.
- Matthew Frías como Arturo García.
- LaJessie Smith como Jamal.
- Richard Kohnke como Rick Salinas.
- Chase Boltin como Manny Gonzales.
- Adella Gautier como T-Gram.
- Terence Rosemore como Landrin.
- Deneen Tyler como Veronica.
- Anna Margaret como Laurie.
- James DuMont como Gordy Wilock.
- David DeSantos como Mike Blasquez.
- Ricky Wayne como Marty.

## Producción
Thomas Carter, quien anteriormente trabajó en Coach Carter, sirvió como el director. La adaptación fue hecha por Scott Marshall Smith. La película fue producida por Mandalay Pictures y distribuida a través de TriStar Pictures.

## Recepción
La película recibió críticas negativas y positivas. En Rotten Tomatoes, tiene un puntaje del 18% basado en 62 críticas. En Metacritic, tiene un puntaje del 41 sobre 100, basado en 24 críticas.